# Giovanni Laini
Giovanni Laini (Biasca, 23 november 1899 – Campo, 10 februari 1986) was een Zwitsers hoogleraar en schrijver.

## Biografie
Giovanni Laini werd geboren in het kanton Ticino als zoon van een landbouwer. Nadat hij aanvankelijk normaalschool had gevolgd in Locarno, studeerde hij vervolgens literatuur aan de Universiteit van Fribourg, waar hij in 1928 een doctoraat behaalde. Vanaf 1929 was hij docent Italiaans aan deze universiteit en vanaf 1944 was hij hoogleraar Italiaans.
Daarnaast was hij schrijver van verschillende verhalen, waaronder de roman Il bracconiere del Sosto uit 1936 over het zware leven van de landbouwers nabij de berg Sosto in de Valle di Blenio in Ticino. Daarnaast schreef hij ook poëzie, theaterstukken en essays, zoals het werk Il romanticismo europeo in 1959.

## Werken
- (it)  Il bracconiere del Sosto, 1936.
- (it)  Il romanticismo europeo, 1959.

- Base de données des élites suisses: 66979
- Gemeinsame Normdatei: 1019842903
- Historisch woordenboek van Zwitserland: 024000
- International Standard Name Identifier: 0000 0003 5709 8988
- Nederlandse Thesaurus van Auteursnamen: 141379774
- Système universitaire de documentation: 145099512
- Virtual International Authority File: 195185362
- WorldCat: E39PBJwdjBbbRTG7wtHCv8BwYP